# Kōhei Horikoshi
Kōhei Horikoshi (耕平 堀越?, Kōhei Horikoshi; Aichi, 20 novembre 1986) è un fumettista giapponese. È noto per essere l'autore del manga My Hero Academia, pubblicato dal 2014 sulla rivista Weekly Shōnen Jump di Shūeisha.
Il manga è stato poi adattato nel 2016 in un anime, arrivato il 2 ottobre 2022 alla sua sesta stagione. La serie ha dato vita ad un franchise di grande successo, che conta numerosi spin-off, videogiochi, merchandising e tre lungometraggi, di cui l'ultimo distribuito nell'agosto 2021.
Tra le serie manga ad avere profondamente influenzato Horikoshi e le sue opere ci sono Dragon Ball, One Piece, Naruto, Akira e Tekkonkinkreet. L'autore si è poi più volte detto appassionato di supereroi americani, in particolare delle opere della Marvel.

## Biografia

Firma del mangaka

Horikoshi è originario della Prefettura di Aichi e si è laureato alla University of the Arts di Nagoya.
Horikoshi attirò l'attenzione nel secondo semestre del 2006, quando si qualificò nella 72ª edizione del Premio Tezuka della Shūeisha per i nuovi arrivati con il suo one-shot intitolato Nukegara, grazie al quale si classificò alla finale in sesta posizione. Ricevette anche un riconoscimento speciale come "Menzione d'Onore". In seguito Horikoshi pubblicò diversi racconti sul'Akamaru Jump nel corso degli anni fino a quando pubblicò il suo one-shot Crazy Zoo sul numero 2 del 2010 del Weekly Shōnen Jump.

## Opere
- Nukegara (one-shot) (2006)
- Tenko (one-shot) (2007)[3]
- Boku no Hero Academia (one-shot) (2008)[4]
- Shinka Rhapsody (one-shot) (2008)[5]
- Crazy Zoo (one-shot) (2010)
- Crazy Zoo (2010-2011)
- Uchū Shōnen Bulge (one-shot) (2011)
- Sensei no Bulge (2012)
- My Hero Academia (2014-2024)

## Premi e riconoscimenti
- Manga Taishō 2015 - Nomination Manga per My Hero Academia[6]
- Kodansha Manga Award 2016 - Nomination Best Shōnen Manga per My Hero Academia[7]
- Angoulême International Comics Festival 2017 - Nomination Best Youth Comic per My Hero Academia[8]
- Sugoi Japan Award 2017 - Premio Miglior Manga per My Hero Academia[9]
- Harvey Award 2018 - Nomination Miglior Manga per My Hero Academia[10]
- Harvey Award 2019 - Nomination Miglior Manga per My Hero Academia[11]